# BL755
BL755 je kazetna bomba britanske proizvodnje. Primarno je namijenjena uništavanju neprijateljske borbene tehnike (oklopna vozila i tenkovi) a ima i sekundarnu mogućnost napada na ljudstvo. Također, njeno djelovanje je dvostruko, kumulativno i rasprskavajuće.
Kazetna bomba se postavlja na podtrupne ili podkrilne nosače a moguća su postavljanja na dva razmaka alki 250 mm što je podešeno za avione bivšeg istočnog sustava i 355,6 mm što je NATO standard.
BL755 se sastoji od tri glavna dijela. U prednjem zaobljenom nalazi se sklop za armiranje i okidanje te sklop ventilskih zatvarača za otključavanje i odbacivanje oplate. Slijedi središnji cilindrični dio sa 147 bombica smještenih u 7 spremnika zvjezdastog oblika a svaki spremnik podijeljen je na 7 sekcija u kojoj su po 3 bombice. Uz bombice je vezan pirotehnički sustav za njihovo izbacivanje. Završni stražnji dio bombe sužen je prema kraju i na njemu se nalaze sklopivi stabilizatori.

## Inačice
- BL755
- IBL755
- RBL755

## Korisnici

### Postojeći korisnici
- Indija: indijske zračne snage koriste BL755 na sovjetskim jurišnicima MiG-27.[1]
- Iran: prema popisu kojeg je sastavio Jane's Information Group, iranska vojska raspolaže s ovom bombom.[2] Posljednji puta je korištena tijekom iransko-iračkog rata kada su njome opremljeni F-4 Phantomi.[3]
- Srbija: Vojska Srbije koristi ove bombe te njima može opremiti svoje avione MiG-21, Soko Orao i G-4 Super Galeb.[4]

### Bivši korisnici
- DR Kongo: tadašnje zairsko ratno zrakoplovstvo.[5]
- Jugoslavija: JNA je svojedobno nabavila veliku količinu ovih bombi[5] te se njima često koristila protiv pripadnika HV-a i građana Hrvatske tijekom Domovinskog rata i u fundusu Vojnog muzeja nalazi se više ostataka tih bombi kao i primjerak cijele bombe. Raspadom zajedničke države, oružje je preneseno na tadašnju SRJ dok je danas u službi Srbije.
- Njemačka: Luftwaffe je koristio BL755 na Panaviji Tornado a iz službe ga je povukao 2006. godine.[6] Također, Njemačka je uz Veliku Britaniju potpisnica Konvencije o zabrani korištenja kazetnog oružja.[4]
- Ujedinjeno Kraljevstvo: kazetnu bombu koristili su RAF i Britanska kraljevska ratna mornarica, najprije tijekom Falklandskog rata a početkom 1990-ih u Bosni i Zaljevskom ratu. Tijekom 2004. godine britanski parlament je donio odluku o povlačenju BL755 iz uporabe[7] što je i provedeno tijekom 2007. i 2008.